# Amalia
Amalia là một chi thực vật có hoa trong họ Lan.

## Hình ảnh

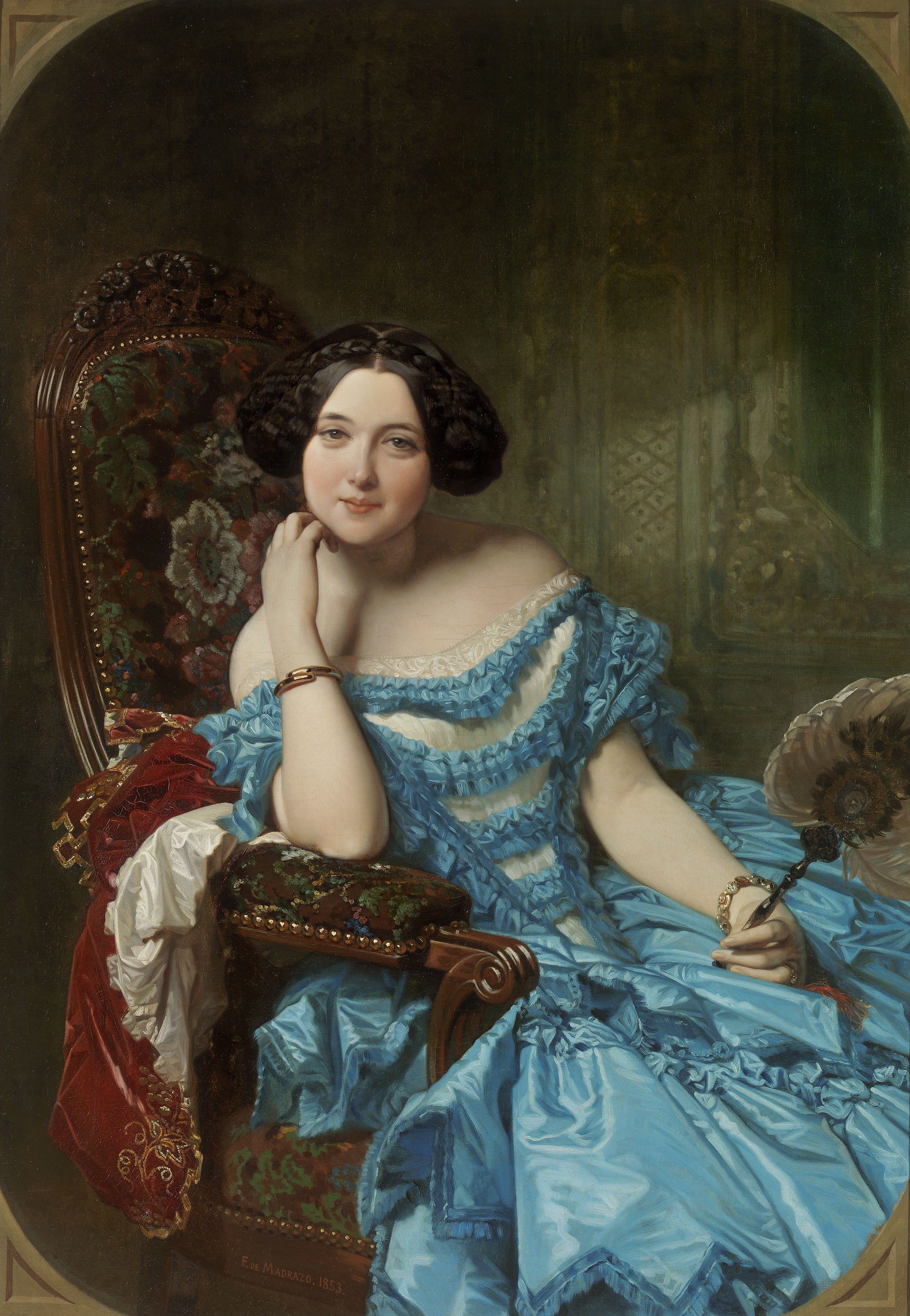